# Podocerus jinbe
Podocerus jinbe — вид бокоплава родини Podoceridae. Описаний у 2019 році.

## Опис
Тіло завдовжки 5 мм. На кінцівках є щетинки, які допомагають захоплювати поживу. Рачок живе у ротовій порожнині китової акули (Rhincodon typus), живлячись органічними рештками та планктоном.